# Gabriel Beristain
Pour les articles homonymes, voir Beristain.
Gabriel Beristain, né à Mexico (Mexique) le 9 mai 1955, est un directeur de la photographie américain.

## Filmographie partielle

### Comme directeur de la photographie

#### Au cinéma
- 1985 : Christmas Present
- 1986 : Caravaggio
- 1988 : Joyriders
- 1988 : The Courier (en)
- 1989 : Venus Peter
- 1990 : Waiting for the Light
- 1990 : Killing Dad or How to Love Your Mother
- 1991 : K2
- 1992 : Monsieur le député (The Distinguished Gentleman)
- 1993 : Les Princes de la ville (Bound by Honor)
- 1993 : Fatal Instinct
- 1994 : Greedy
- 1995 : Dolores Claiborne
- 1997 : Le Plus Fou des deux (Trial and Error)
- 1997 : The Spanish Prisoner
- 1998 : Tale of the Mummy
- 1999 : El cometa
- 1999 : Molly
- 2002 : Blade II
- 2003 : S.W.A.T. unité d'élite
- 2004 : Blade: Trinity
- 2005 : The Ring Two
- 2006 : Raymond (The Shaggy Dog)
- 2006 : The Sentinel
- 2007 : The Invisible
- 2008 : Au bout de la nuit (Street Kings)
- 2009 : Princess Ka'iulani
- 2010 : Ka'iulani: Crown Princess of Hawai'i
- 2010 : And Soon the Darkness
- 2011 : There Be Dragons
- 2012 : Marvel One-Shot: Item 47 (vidéo)
- 2013 : Marvel One-Shot: Agent Carter (vidéo)
- 2021 : Black Widow
- 2024 : The Beekeeper de David Ayer

#### À la télévision
- 1987 : Lost Belongings (série TV)
- 1988 : Troubles (série TV)
- 1991 : The Orchid House (série TV)
- 2002 : The Legacy (TV)
- 2010 : Hawaii 5-0 (série TV)
- 2012 : Magic City (série TV)
- 2014 : The Strain (série TV)
- 2015 : Exit Strategy (TV)
- 2015 : Agent Carter (série TV)

### Comme réalisateur
- 2000 : El Grito

### Divers
- Il joue son propre rôle dans le faux documentaire Incident au Loch Ness (2004) de Zak Penn